# Richard Dauenhauer
Pour les articles homonymes, voir Dauenhauer.
Richard Dauenhauer, né le 10 avril 1942 à Syracuse (New York) et mort le 19 août 2014 à Juneau (Alaska), était un poète, linguiste et traducteur américain. Il était marié à la poète tlingite Nora Marks Dauenhauer, et devient par conséquent expert du peuple tlingit du sud de l'Alaska. Il remporte un American Book Award en 2008 pour son ouvrage Russians in Tlingit America: The Battles of Sitka, 1802 And 1804, coécrit avec sa femme et Lydia T. Black.

## Biographie
Originaire de l'État de New York, Dauenhauer est diplômé de langues slaves (B.A) et d'allemand (M.A). Il obtient son diplôme (Ph.D) en littérature comparée à l'université du Wisconsin à Madison, avec une dissertation titrée Text and Context of Tlingit Oral Tradition.
En 1969, Dauenhauer emménage en Alaska. De 1981 à 1988, il est le 7e poète lauréat de cet État. Il est également traducteur ; plusieurs de ses traductions de poésie depuis l'allemand, le russe, le grec ancien, le suédois, le finnois ou d'autres langues ont été publiées dans des magazines et journaux depuis 1963. Ses écrits sont conservés à l'université de l'Alaska à Anchorage.
Les Dauenhauer sont les rédacteurs des notables séries Classics of Tlingit Oral Literature de la Sealaska Corporation (en).
Dauenhauer meurt le 19 août 2014 à l'âge de 72 ans, à l'Hôpital régional Bartlett de Juneau, des suites d'un cancer du pancréas découvert un mois plus tôt,.

## Œuvres
- Glacier Bay Concerto. Anchorage: Alaska Pacific University Press. (1980)
- "Two Missions to Alaska."  Pacific Historian,, vol. 26, pp. 29–41. (1982)
- Phenologies. Austin: Thorp Springs Press. (1986)
- Frames of Reference. Haines, AK: Black Current Press. (1987)
- "Education in Russian Alaska."  In: Russian America: The Forgotten Frontier, ed. by Barbara Smith and Redmond J. Barnett, pp. 155–163. Tacoma: Washington State Historical Society (en). (1990)
- (en) Russians in Tlingit America, Seattle/Juneau, University of Washington Press, 2008, 491 p. (ISBN 978-0-295-98601-2, lire en ligne)
- Benchmarks: New and Selected Poems 1963–2013. Fairbanks: University of Alaska Press. (2013)

Avec Nora Marks Dauenhauer
- "Because We Cherish You ...": Sealaska Elders Speak to the Future.  Juneau: Sealaska Heritage Foundation. (1981)
- Haa Shuká, Our Ancestors: Tlingit Oral Narratives.    (Classics of Tlingit Oral Literature, vol. 1.)  Seattle: University of Washington Press. (1987)
- Haa Tuwanáagu Yís, for Healing Our Spirit: Tlingit Oratory.    (Classics of Tlingit Oral Literature, vol. 2.)  Seattle: University of Washington Press. (1990)
- Haa Kusteeyí, Our Culture: Tlingit Life Stories.  (Classics of Tlingit Oral Literature, vol. 3.)  Seattle: University of Washington Press. (1994)

Avec Philip Binham
- Snow in May: An Anthology of Finnish Writing 1945–1972. Madison, NJ: Fairleigh Dickinson University Press. (1978)